# سینمای بوجپوری
سینمای بوجپوری (انگلیسی: Bhojpuri cinema) یک صنعت فیلم هندی مربوط به فیلم‌های بوجپوری-زبان  است. این صنعت فیلم در غرب بیهار و شرق اوتار پرادش به همراه مراکز تولید اصلی در لکهنؤ و پتنه، مستقر است.